# Paulus Goudeler
Paulus Goudeler (auch Pauel Goideler, Goydeler) war ein im 15. Jahrhundert amtierender Dresdner Ratsherr und Bürgermeister. 

## Leben
Goudeler gehörte laut einer Urkunde vom 14. August ab 1403 dem Dresdner Rat an. 1412 ist er als Brückenmeister der steinernen Elbbrücke in den Akten erwähnt. Zwei Jahre später wurde er erstmals zum Bürgermeister gewählt. Auch in den Jahren 1418, 1420, 1422 und 1425 hatte er dieses Amt inne.
1424 war er als Zinsherr des Rates für die Einziehung der der Stadt zustehenden Erb- und Kapitalzinsen und anderer Abgaben zuständig. Diese mussten von den Besitzern der Häuser und Güter, aber auch von Krambudenbesitzern, den Fleischbänken, öffentlichen Badestuben und Marktleuten bezahlt werden. Da diese Abgaben zum erheblichen Teil aus Getreide bestanden, oblag ihm zugleich die Verwaltung der städtischen Getreidevorräte sowie deren Aufbewahrung und Verwertung. Zudem hatte der Zinsherr die Aufsicht über die Harnischkammer, in der Waffen und Rüstungen verstorbener Bürger aufbewahrt wurden.
1432 wurde Paulus Goudeler erneut Bürgermeister. Letztmals ist er im Jahr 1434 als Ratsmitglied genannt.